# George Affleck
George Affleck (1 de julho de 1888, Auchendinny, Escócia - data de falecimento desconhecida) foi um futebolista escocês que jogou na Football League por Leeds City e Grimsby Town entre 1909 e 1924.